# Encephalartos latifrons
Encephalartos latifrons là một loài thực vật hạt trần trong họ Zamiaceae. Loài này được Lehm. mô tả khoa học đầu tiên năm 1838.